# Bogie (Fluss)
Der Bogie, auch Water of Bogie, schottisch-gälisch: Abhainn Bhalgaidh, ist ein Fluss in Schottland.

## Beschreibung
Er entsteht durch den Zusammenfluss mehrerer Quellbäche rund drei Kilometer südwestlich von Rhynie in der Region Aberdeenshire. Nachdem der Bogie zunächst rund einen Kilometer in östlicher Richtung verläuft, folgt er dann dem Tal Strathbogie nach Nordosten beziehungsweise Norden. Der Fluss durchläuft eine nur dünnbesiedelte Landschaft und passiert mit Rhynie, Gartly und Huntly lediglich drei Ortschaften. Wenige hundert Meter nordöstlich von Huntly mündet er in den Deveron, der schließlich in den Moray Firth entwässert.
Sein bedeutendster Zufluss ist das Kirkney Water, das nördlich von Gartly einmündet. Laut Angaben aus den 1880er Jahren umfasst das Einzugsgebiet des Bogie eine Fläche von rund 23 km Länge und 13 km Breite, was einer Fläche von rund 300 km2 entspricht. Im Jahre 1829 trat der Bogie über die Ufer und richtete große Schäden in Huntly an. Dort nutzten örtliche Textilbetriebe sein Wasser, das als rein und weich beschrieben wird. Einen Großteil des Laufes folgt die A97 dem Bogie. Südlich von Huntly kreuzt die A96.
Mit der Gartly Bridge in Gartly, sowie der Howets of Kennethmont Bridge und der Old Bridge over Water of Bogie bei Cults überspannen drei denkmalgeschützte Brücken den Bogie.